# Biserica Sfinții Constantin și Elena din Gura Humorului

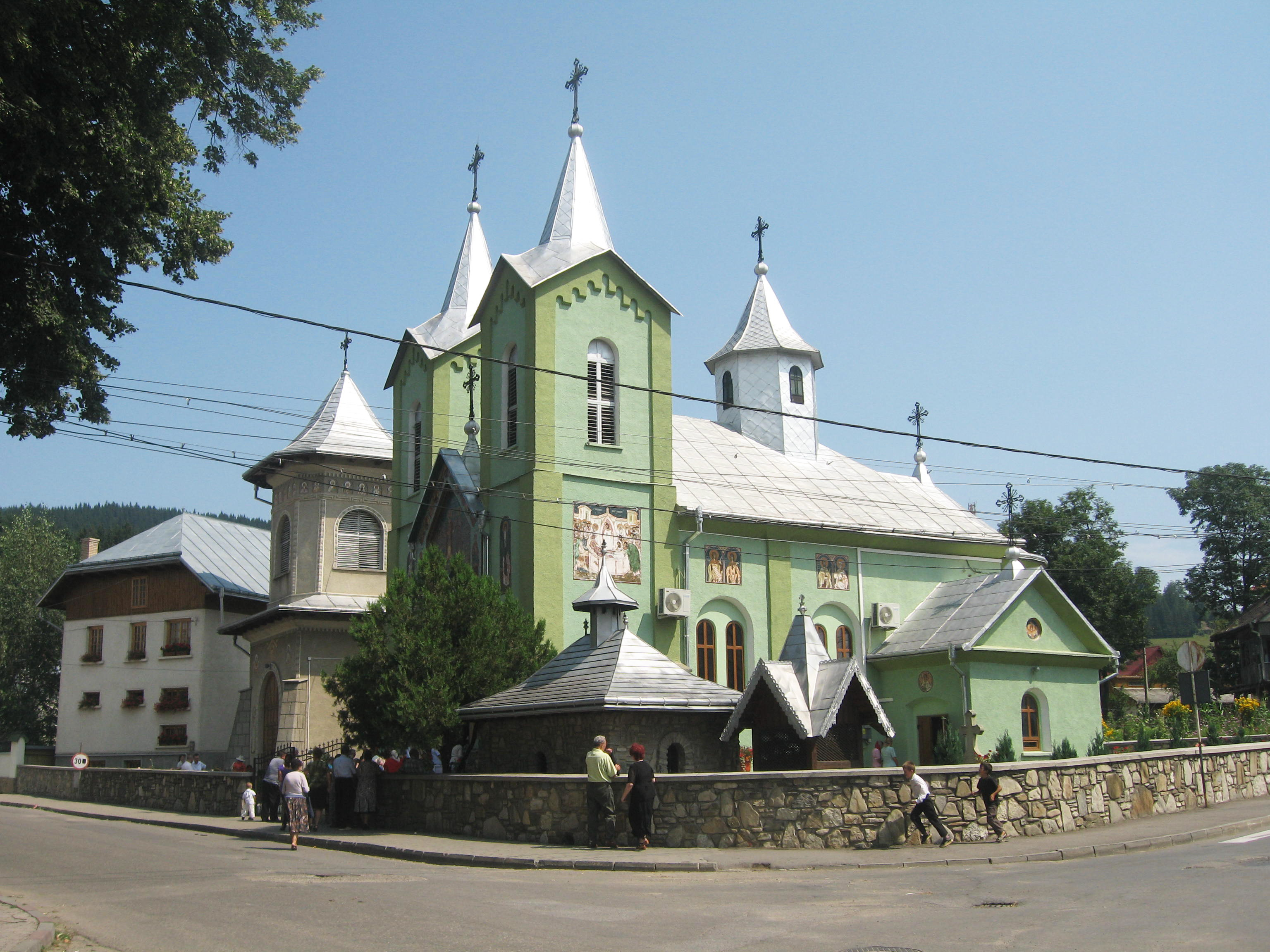
Biserica "Sf. Împăraţi Constantin şi Elena" din Gura Humorului.

Biserica "Sf. Împărați Constantin și Elena" din Gura Humorului este un lăcaș de cult ortodox din orașul Gura Humorului (județul Suceava). Ea a fost construită în anul 1862, fiind pe rând biserică armenească, biserică luterană și apoi, după cel de-al doilea război mondial, biserică ortodoxă.
Biserica "Sf. Împărați Constantin și Elena" din Gura Humorului se află pe strada Mănăstirea Humor nr. 2, pe drumul ce duce către Mănăstirea Humor.

## Istoric

### Biserică armenească și apoi luterană
Biserica a fost construită în anul 1862 de către comunitatea armenilor din orașul Gura Humorului (localitate aflată pe atunci în Ducatul Bucovinei din cadrul Austro-Ungariei), în memoria lui Lusik Koilavian. Lăcașul de cult îl avea inițial ca patron pe Sfântul Gheorghe. 
În lăcașul de cult se află încastrate în pereți două plăci de marmură (una amplasată la intrarea din pridvor în pronaos, iar cealaltă la intrarea în fostul altar de pe peretele sudic), care sunt mărturii ale ctitoririi bisericii de către armeni. Pe fiecare dintre plăcile de marmură se află reprezentată o cruce, deasupra ei un text în armeana occidentală: "Զյիշատակ Ազիզ տիկնոջդաւ Թիլուսիկ կոյլաւեան ծնունդ մհի պաղտասարի ամուսնացեալ'ի Պօթշան ընկա՛լո՛վ տէր եկեղեցի քո հոմորի նորափայլ." (în română "În memoria lui Lusik Koilavian, soția mult iubită a lui Davit' (David), fiica hagiului Paghtasar (Bagdasar), care s-a căsătorit la Potshan (Botoșani). Oh Doamne, acceptă această strălucitoare biserică a Ta la Homori."), iar dedesubt: "1862 օգս 11" (în română "1862 august 11").
În lucrarea sa, "Die Orientalisches Armenien in der Bukovina" (1890), tradusă ulterior și în românește sub titlul „Armenii orientali din Bucovina” (1891), preotul ortodox și istoricul român Dimitrie Dan afirmă că această biserică a fost zidită cu ajutorul strângerii pomenilor coreligionarilor armeni și a fost târnosită în 1867. El preia această informație din articolul "Clădirile monumentale din Bucovina" publicat de arhitectul austriac Karl Romstorfer în "Ziarul Vienez" nr. 15 din 1890. 
În anul 1864, în Bucovina trăiau 1.000 familii de armeni, adică 5.000 persoane, dar un deceniu mai târziu numărul armenilor scăzuse la 1.710. Începând de la sfârșitul secolului al XIX-lea, numărul armenilor s-a micșorat vertiginos. De asemenea, și comunitatea armenilor din oraș a scăzut numeric. În 1890, Dimitrie Dan afirma că în târgușorul Gura Humorului mai locuiau doar 10-15 familii de armeni.  Deoarece comunitatea din oraș era redusă numeric, această biserică era administrată de Parohia armeano-ortodoxă din Suceava, iar unul dintre preoții armeni din Suceava se deplasa aici de cinci ori pe an pentru a oficia liturghia în această biserică și anume: 
- în ziua sărbătoririi Sfântului Gheorghe (23 aprilie) - hramul bisericii;
- imediat după Paște;
- după Crăciun;
- de sărbătoarea Înălțării Domnului;
- de sărbătoarea Bunei Vestiri (25 martie). În ultimele două sărbători, ca în zilele fondării, se slujea în memoria familiei baronului Capri din Negostina.

În duminica de după sărbătoarea Adormirii Maicii Domnului (15 august), era obiceiul ca membrii comunității armenești din Gura Humorului să organizeze o colectă; cu banii strânși se cumpărau vite cornute, care erau tăiate, iar carnea lor era împărțită săracilor. Acest obicei, numit Madach, era o jertfă adusă zeiței păgâne Anahit, înainte de convertirea armenilor la creștinism, dar a fost păstrat și după creștinarea armenilor. 
Recensământul din 1930 a numărat în această localitate doar 11 armeni dintr-o populație de 6.042 persoane.  Nemaifiind armeni în oraș, lăcașul de cult armenesc din Gura Humorului a fost folosit pentru o scurtă perioadă de timp de către cultul evanghelic-luteran (cu sediul la Sibiu). 

### Transformarea ei în biserică ortodoxă
Fiind distrusă în parte în timpul celui de-al doilea război mondial, biserica se afla într-o stare deplorabilă și conducerea din acele timpuri a propus ca ea să fie demolată și în locul ei să se construiască o casă de cultură.  La auzul acestei decizii, preotul dr. Teodor Bodnar (1909-2006) - inspector bisericesc al Mitropoliei Moldovei și Sucevei - a intervenit la autorități și a reușit să obțină trecerea lăcașului de cult în proprietatea Bisericii Ortodoxe Române. 
Biserica a fost restaurată cu sprijinul Mitropoliei Moldovei și Sucevei și prin constribuția credincioșilor, în timpul pastorației preoților Teodor Bodnar și Aurel Turtureanu. S-a construit o turlă centrală deasupra naosului. Biserica a fost pictată în interior în tehnica tempera de către pictorul prof.dr. Nicolae Stoica din București și înzestrată cu întregul mobilier (inclusiv ușile și cadrele icoanelor) sculptat artistic în lemn de stejar de către sculptorul Mihai Croitoru din Târgu Neamț. După finalizarea restaurării și a picturii, biserica a fost sfințită în ziua de 1 iulie 1973, duminica, de către dr. Iustin Moisescu, mitropolit al Moldovei și Sucevei, împreună cu un sobor de preoți și diaconi. Cu acest prilej, s-a stabilit ca hramul bisericii să fie Sfinții Împărați Constantin și Elena (21 mai). 
Ca urmare a deteriorării picturii, aceasta a fost refăcută în anii 1995-1996 de către pictorul maestru Nicolae Gavrilean, fiu al acestei parohii, cu sprijinul credincioșilor, în timpul păstoririi ca paroh a preotului iconom stavrofor Mircea Nuțu.  Lăcașul de cult a fost resfințit la 19 mai 1996 de către arhiepiscopul Pimen Zainea al Sucevei și Rădăuților, înconjurat de către un sobor de preoți.
Deasupra intrării din pridvor în pronaos se află o pisanie pictată cu următorul cuprins: 
"„Pisanie
Ziditu-s-a această sf. biserică cu hramul Sf. Împărați Constantin și Elena în anul 1862. Fiind distrusă în parte în timpul războiului, a fost restaurată prin contribuția credincioșilor în timpul pastorației preoților insp. bis. Bodnar Teodor și Turtureanu Aurel. Pictura a fost executată de către pictorul prof. Nicolae Stoica din București, iar sculptura de către Mihai Croitoru din Tg. Neamț. Actul sfințirii s-a pontificat de către Î.P.S. Dr. IUSTIN MOISESCU mitrop. al Moldovei și Sucevei, cu un sobor de preoți în anul Mîntuiri 1973 luna iulie ziua 1.
Din cauza deteorării picturii s-a început lucrarea de restaurare efectuată de pictorul maestru Nicolae Gavrilean fiu al acestei parohii, cu sprijinul credincioșilor, sub păstorirea preotului paroh ec. stvr. Mircea Nuțu în anul 1995-1996. Resfințirea s-a efectuat de către Î.P.S. PIMEN arhiepiscop al Bucovinei în anul mîntuirii 1996 luna mai ziua 19, înconjurat de un distins sobor de preoți.”
Slavă lui Dumnezeu în veci amin. Cei care vă veți închina în acest sfînt locaș pomeniți în rugăciune pe citorii acestei sfinte biserici."
Biserica a fost zugrăvită pe exterior în anul 2006, în culoarea verde. Pe pereții pronaosului bisericii se află pictați cei doi ierarhi în timpul cărora s-a efectuat restaurarea lăcașului de cult: Iustin Moisescu și Pimen Zainea. De asemenea, într-o nișă amplasată în partea dreaptă a bisericii este o icoană făcătoare de minuni a Maicii Domnului. Biserica este deschisă în tot cursul zilei, perindându-se mulți credincioși pentru a se închina la icoană și a scrie un pomelnic. 

## Imagini

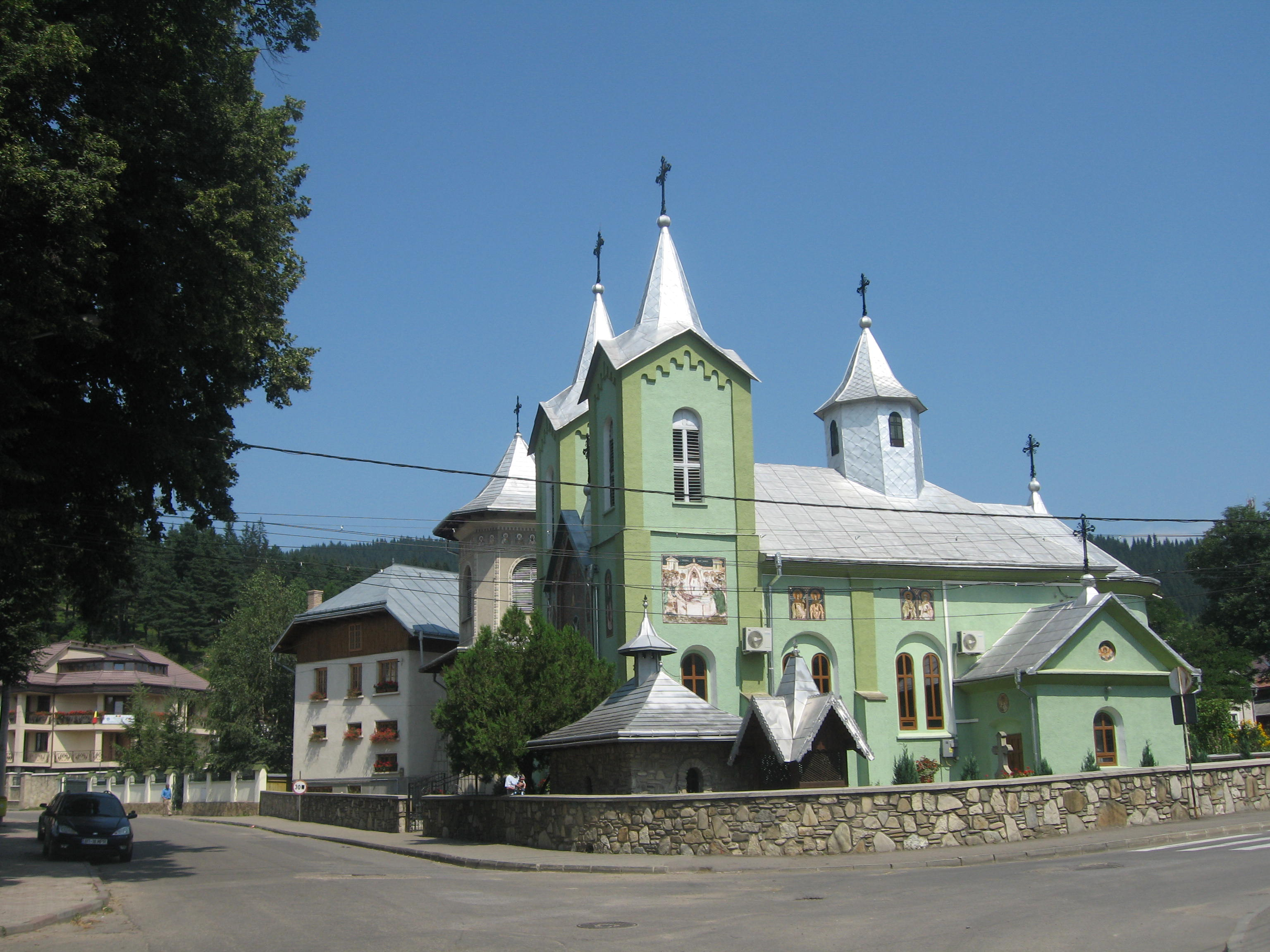
Biserica văzută dinspre sud
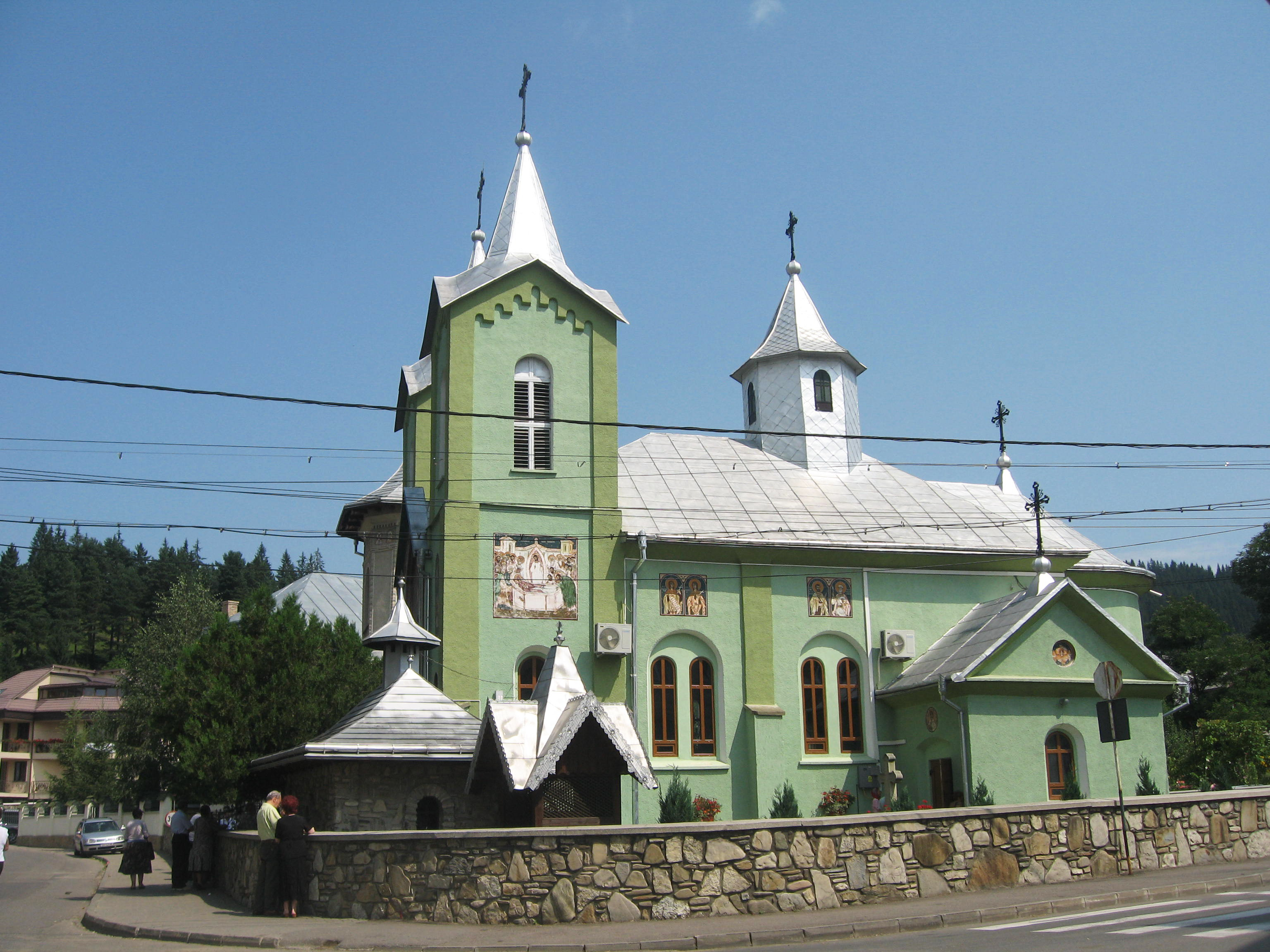
Biserica văzută dinspre sud
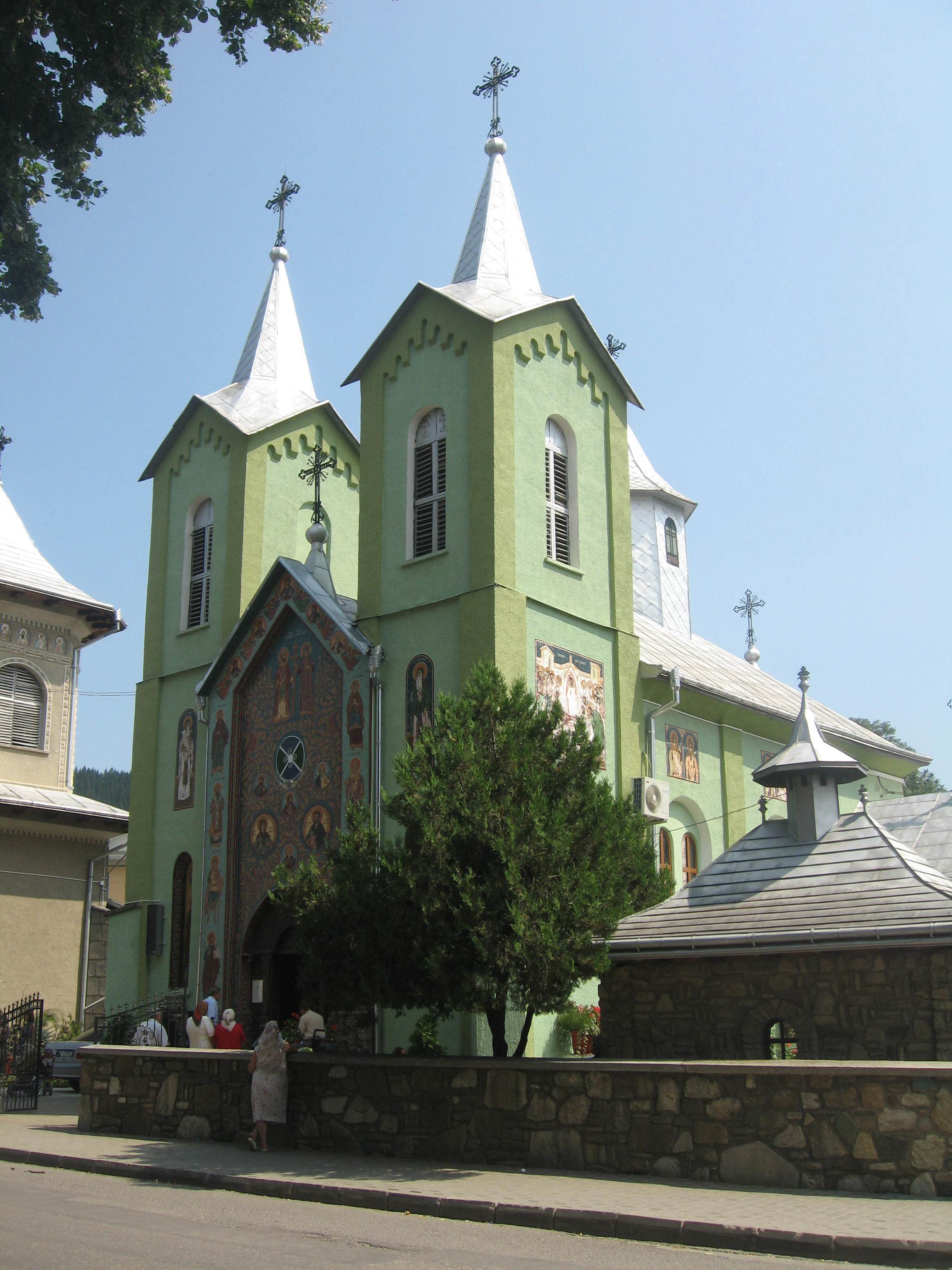
Biserica văzută dinspre sud
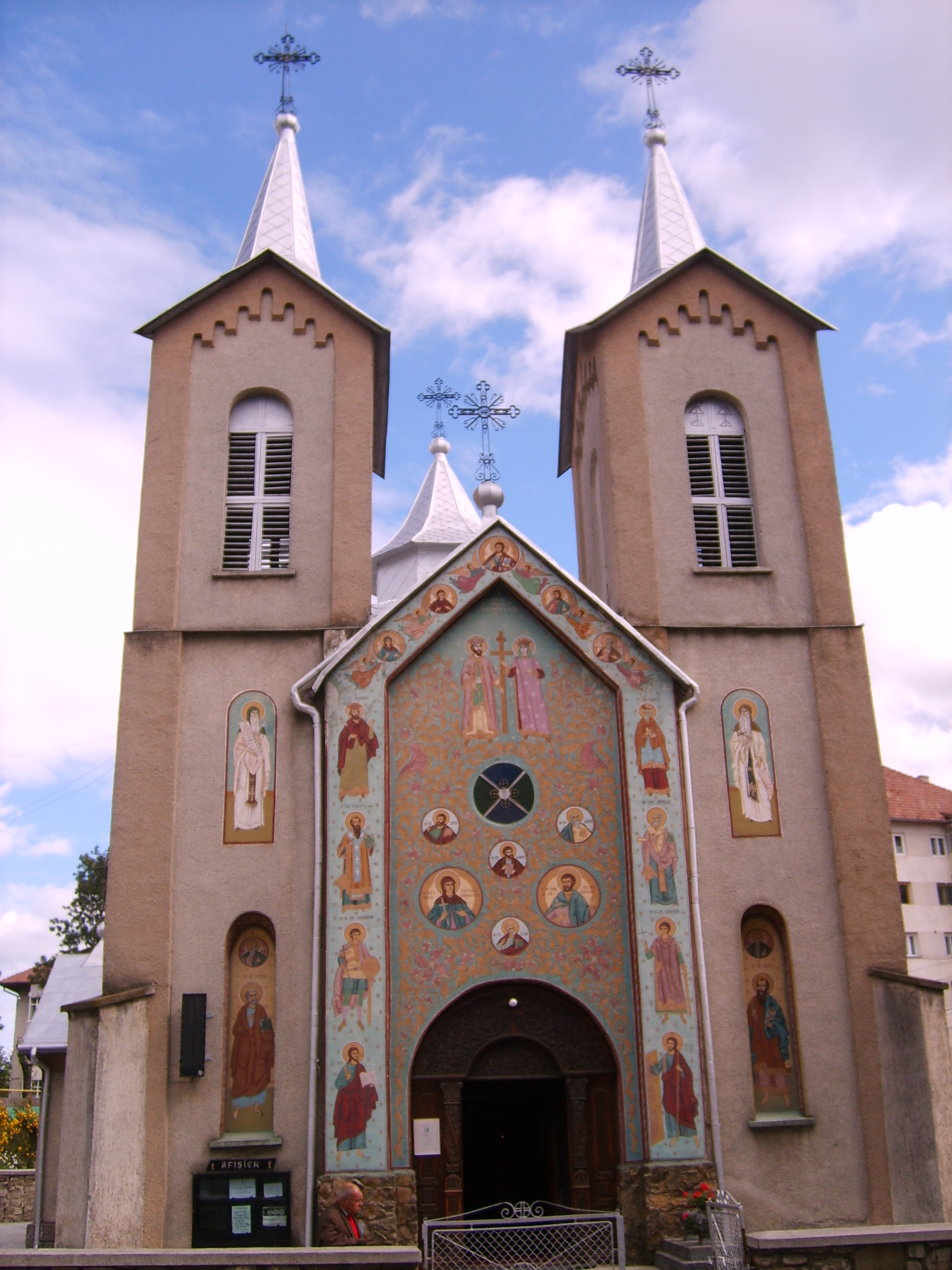
Biserica - imagine din 2006
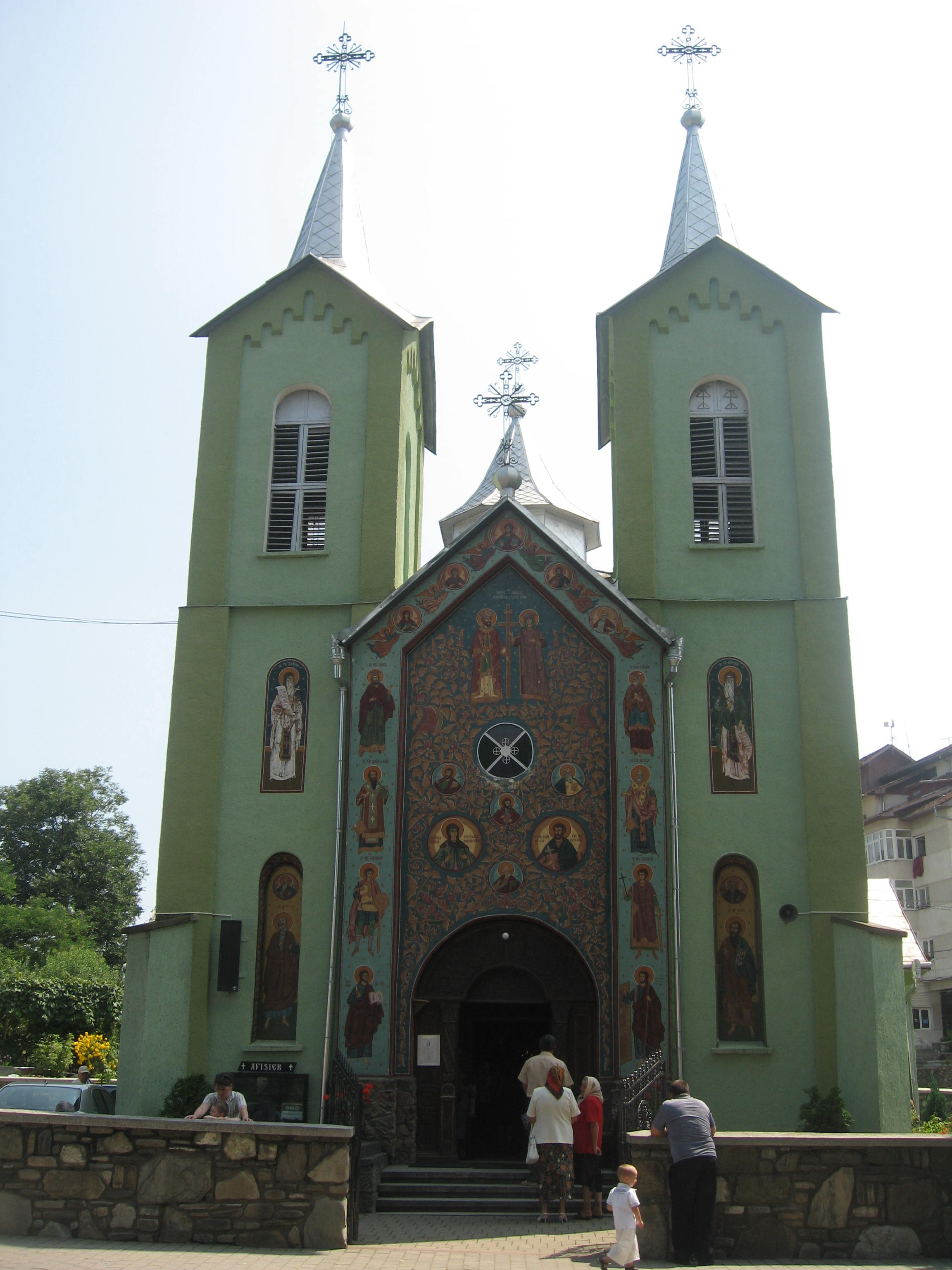
Biserica
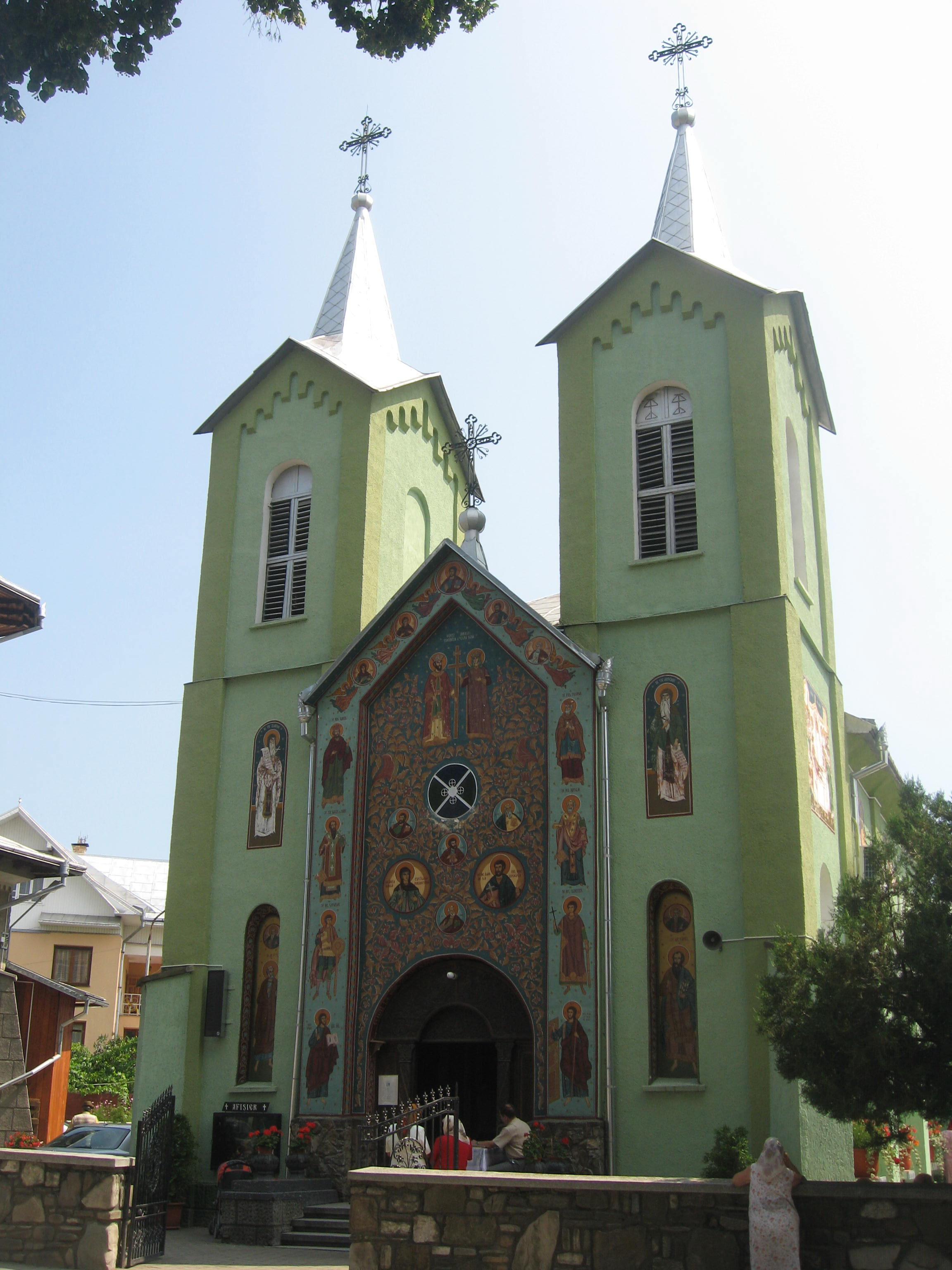
Biserica
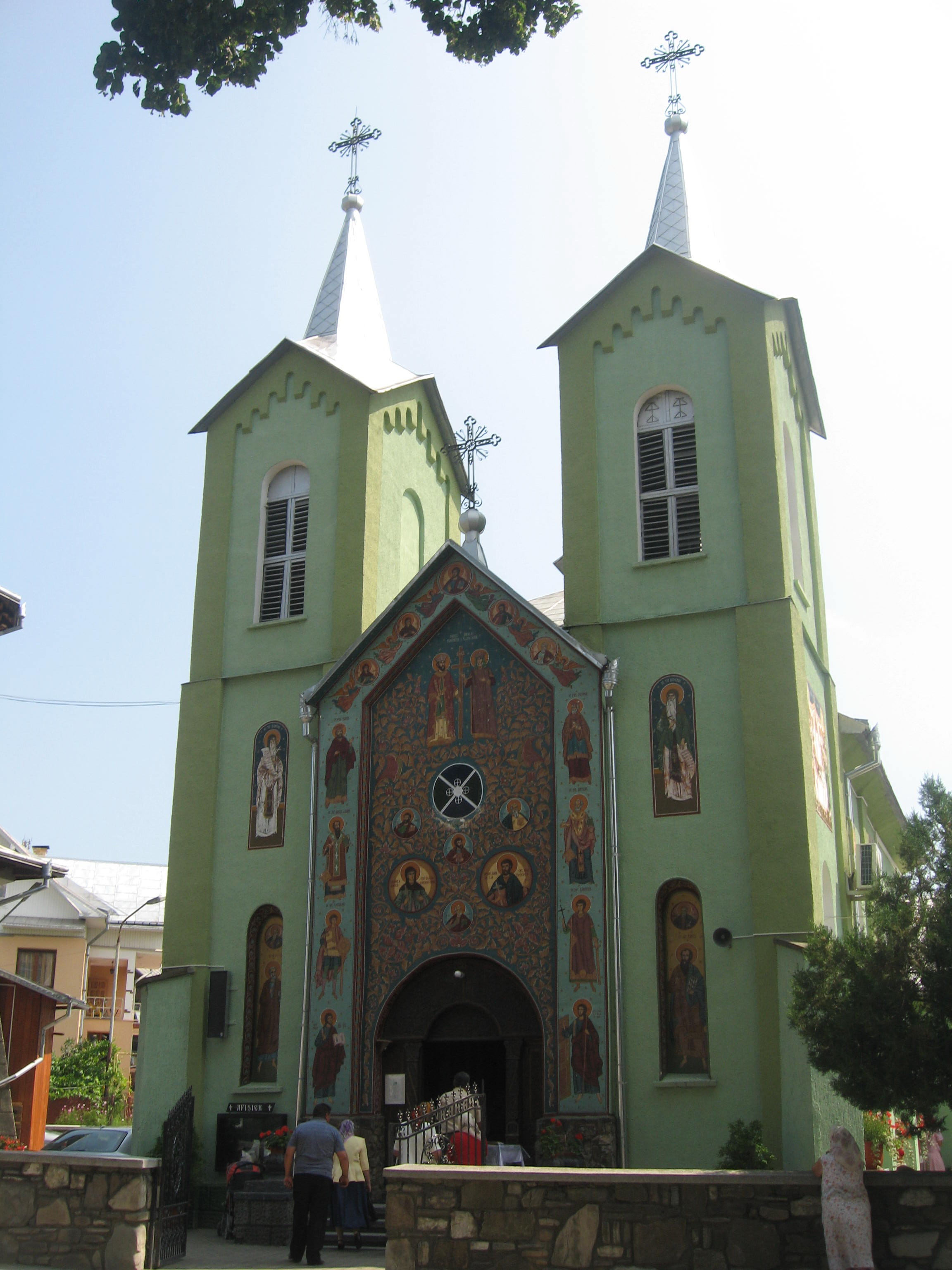
Biserica
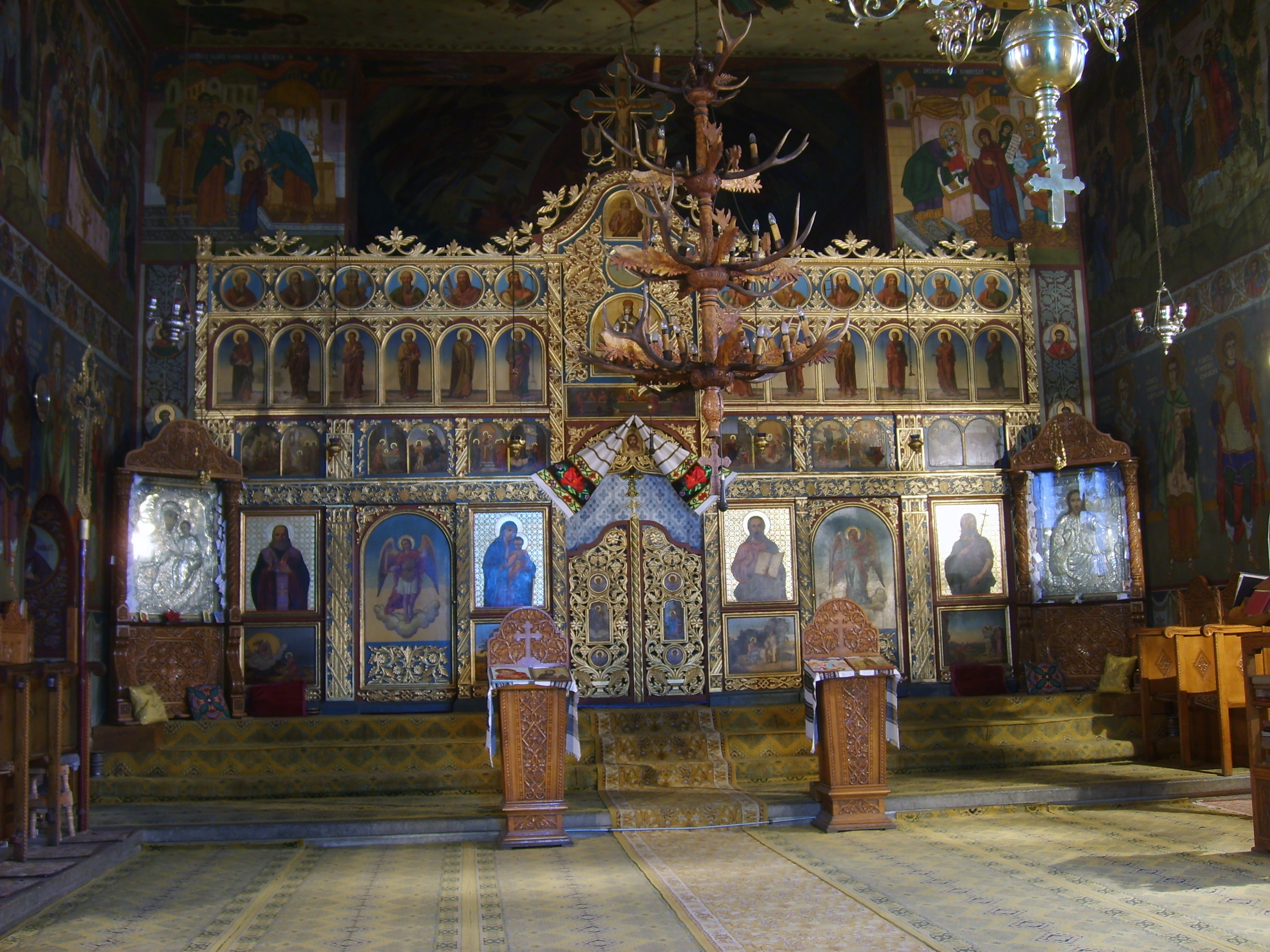
Catapeteasma
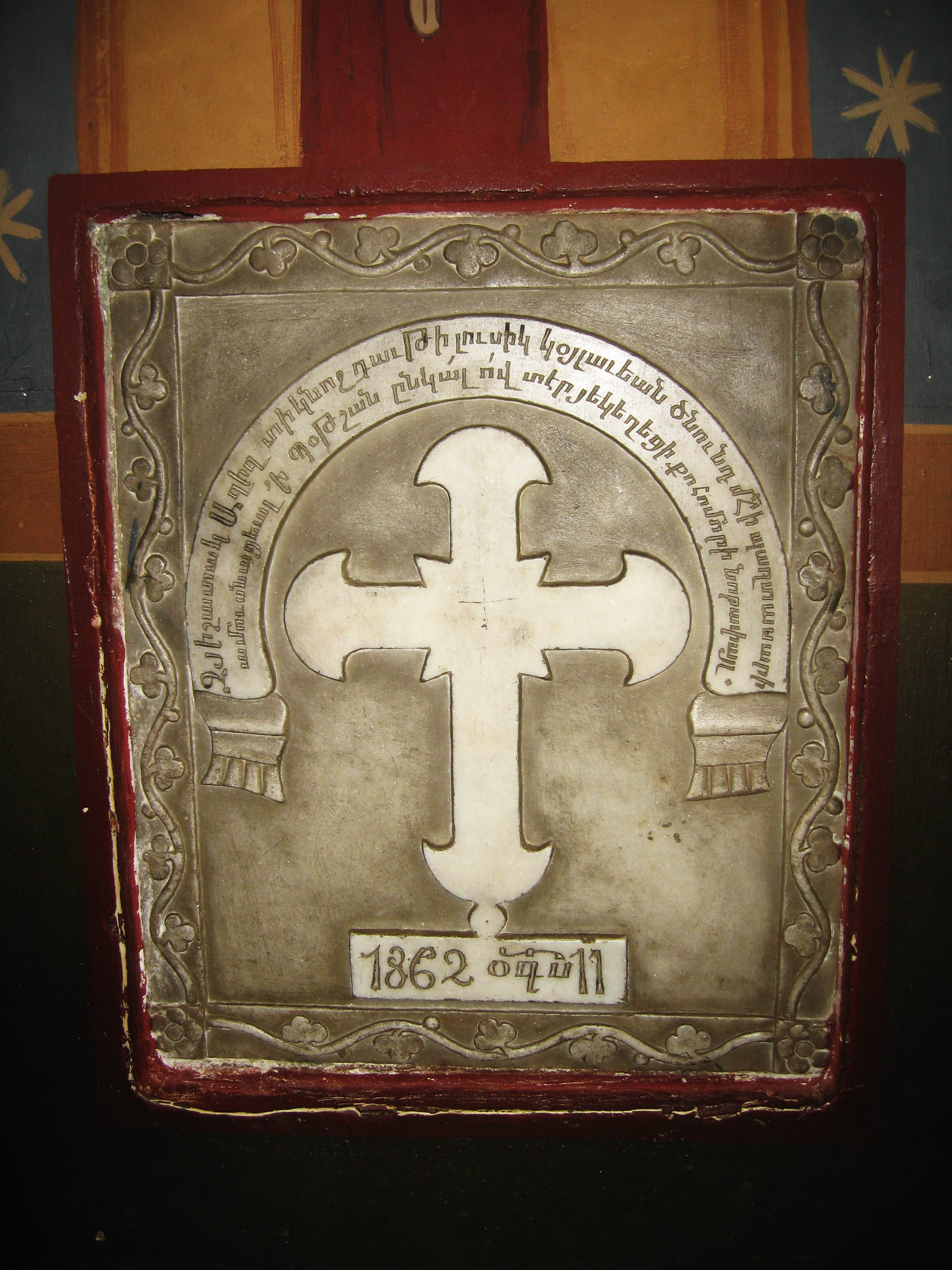
Placă de marmură cu inscripţie în limba armeană la intrarea în naos
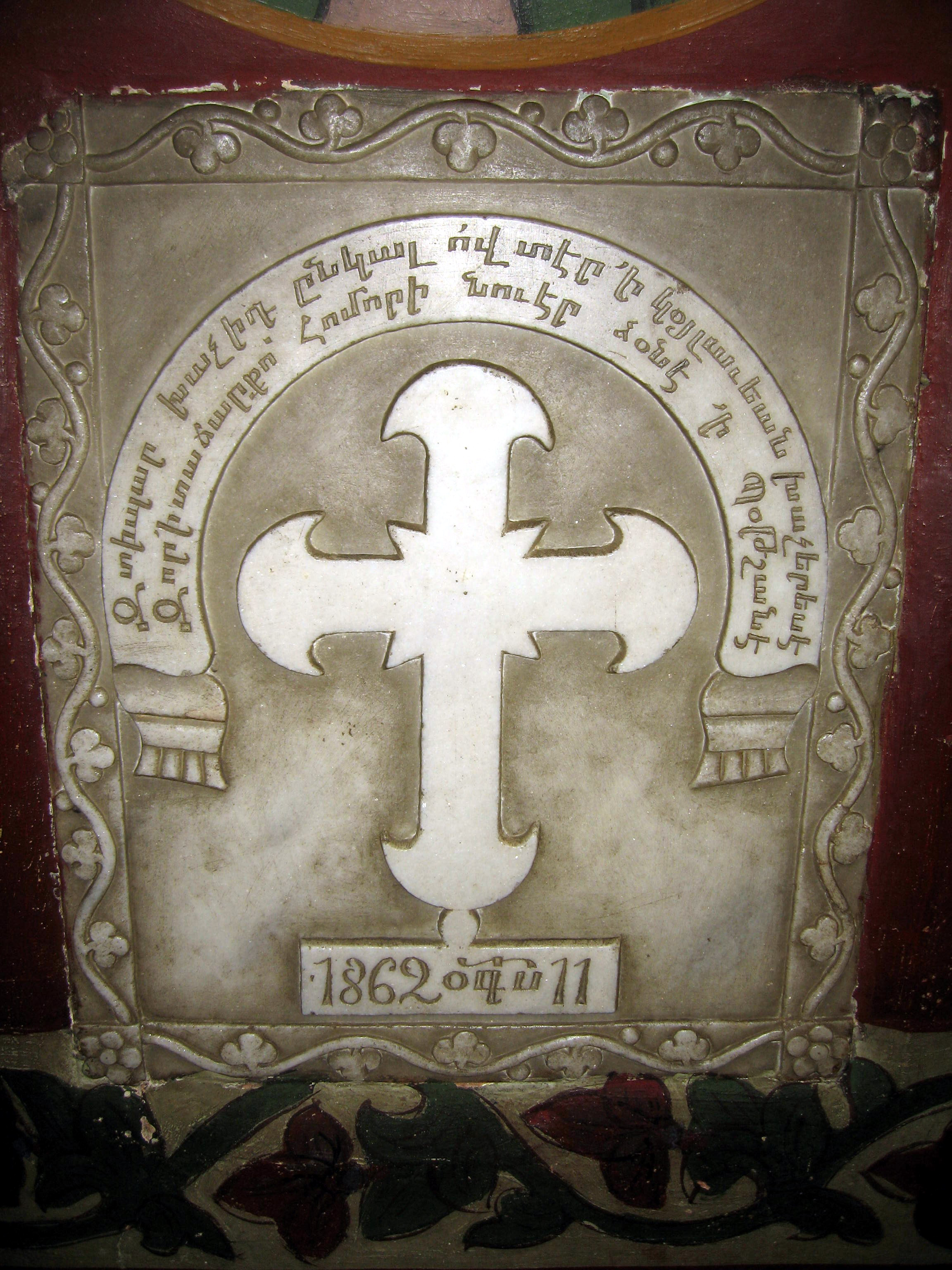
Placă de marmură cu inscripţie în limba armeană la intrarea în fostul altar de pe peretele sudic
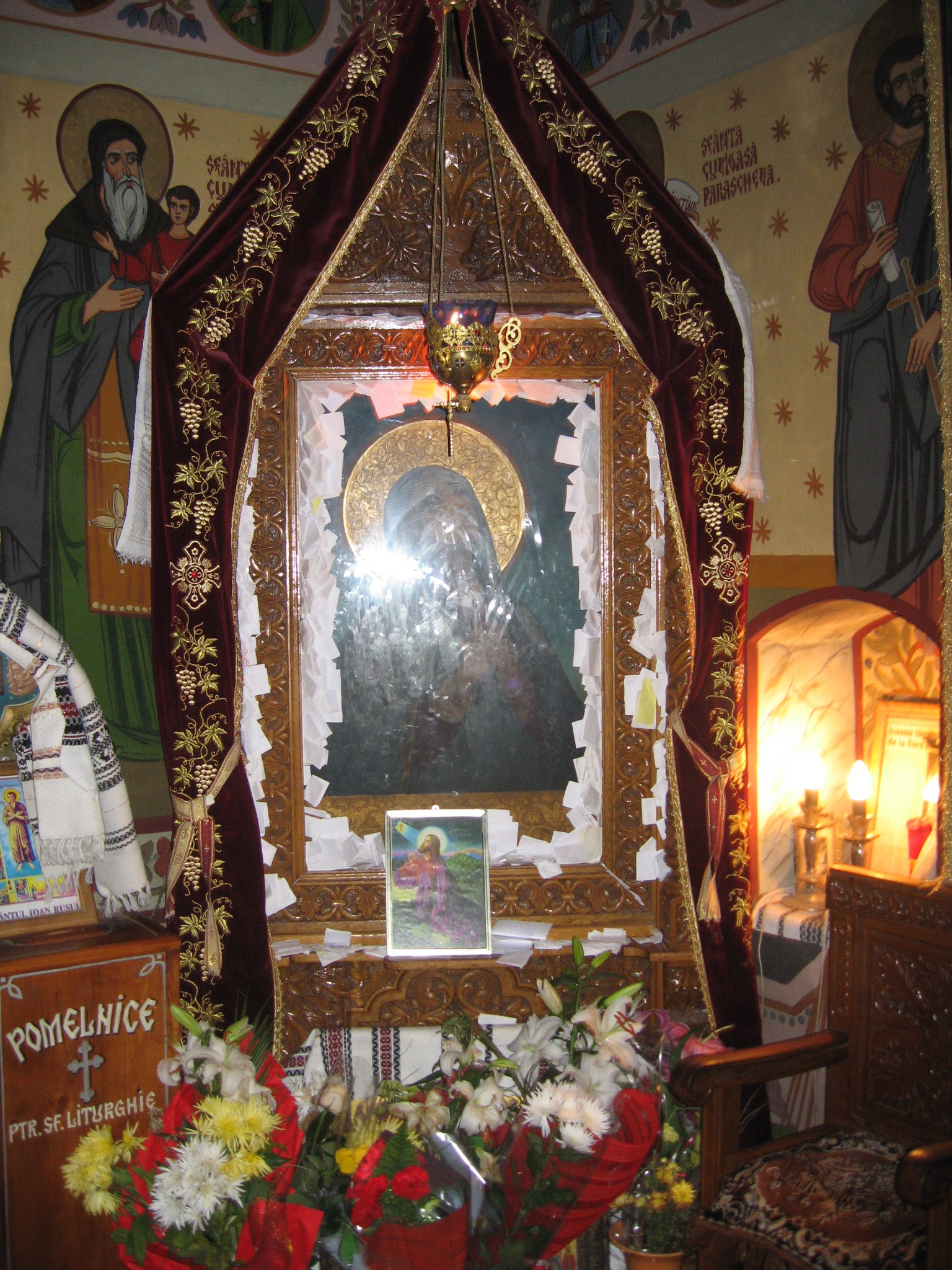
Icoana făcătoare de minuni
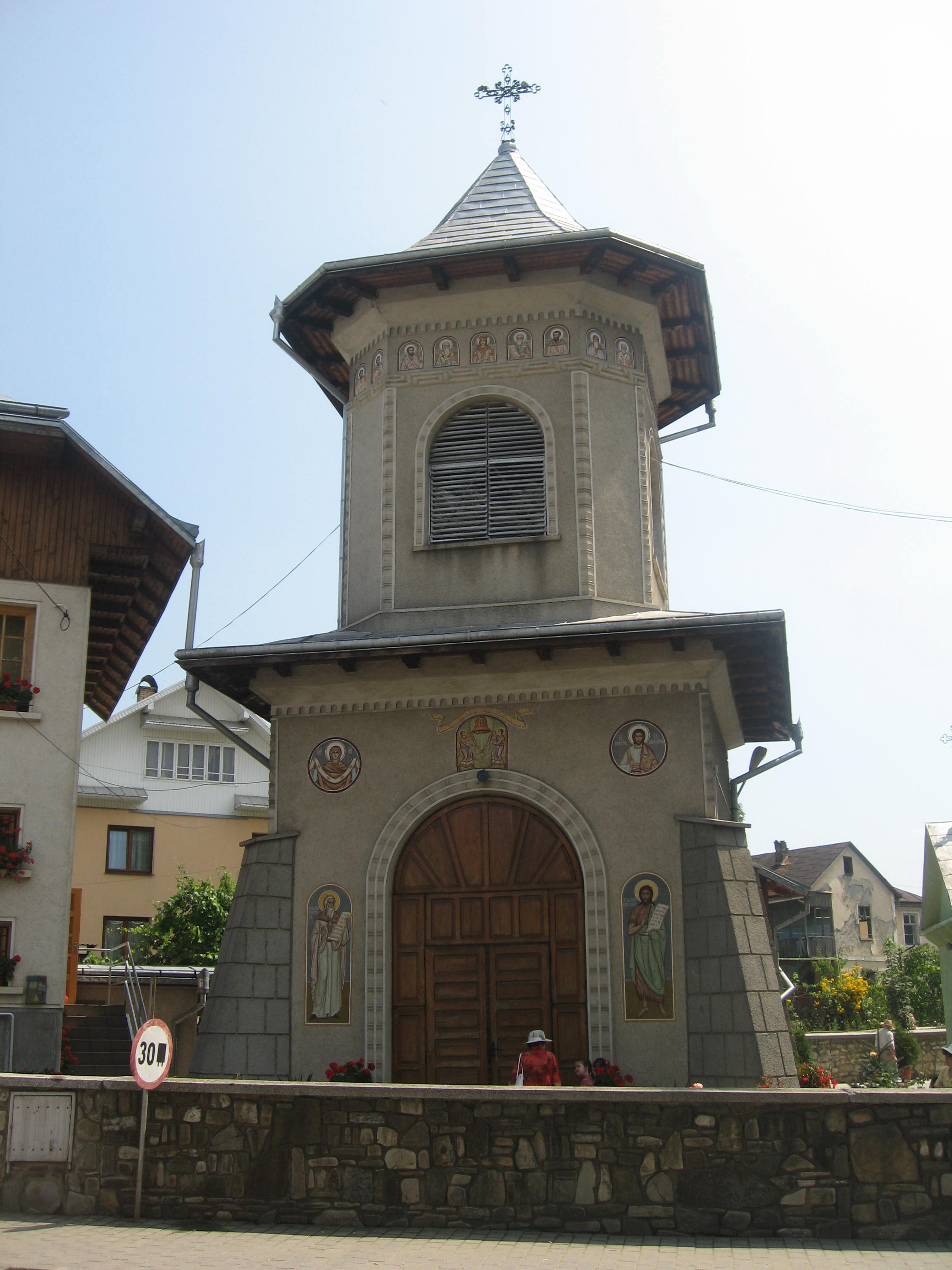
Turnul-clopotniţă